# ホーム (X-ファイルのエピソード)
ホームは、アメリカのSFテレビシリーズ『Xファイル』の第4シーズンの第2話で、1996年10月11日にFox Broadcasting Companyネットワークで放送された。監督キム・マナーズ、脚本はグレン・モーガンとジェームズ・ウォン。
本エピソードはシリーズの中で初めて、TV-MA（成人向け）指定され、グラフィックコンテンツに対する注意表示がされた。

## ストーリー
ペンシルベニア州のホーム(en)という田舎町の民家で、女性が重度の先天性欠損症をもった赤ん坊を産む。暴風雨の中、同様に奇形の3人の男性が家の近くに生まれたばかりの赤ん坊を埋める。その後、サンドスロットボールの試合をしていた少年たちによって赤ん坊の遺体が発見され、調査のためにフォックス・モルダー（デイヴィッド・ドゥカヴニー）とダナ・スカリー（ジリアン・アンダーソン）が送られる。モルダーは、ホームの保安官アンディ・テイラー（タッカー・スモールウッド）に、現場の近所に住むピーコック兄弟に事情聴取したかどうか尋ねる。テイラーによるとピーコック家は「普通」の住民ではなく、南北戦争の時代から電気・水道・暖房なしで自給自足の生活をしているという。また一家が戦争以来、近親交配をしていることをほのめかす。3人のピーコック兄弟は自宅からモルダーとスカリーの様子を伺っていた。
検死の結果、赤ん坊の死因が泥による窒息だと判明し、それは赤ん坊が生き埋めになったことを意味していた。スカリーは度重なる近親交配によって赤ん坊に重い障害が出た可能性があると考えるが、モルダーは現在のピーコック家には女性がいないことを理由にそれは不可能だと主張する。彼らが女性を強姦したと考えた2人は彼らの不在中に住居を調べ、テーブルの上に血がついているのを見つけ、はさみとシャベルも発見する。その夜、ピーコック兄弟は報復として、テイラーとその妻を殺害する。
さらに捜査を進めた2人は、赤ん坊の両親がピーコック家の一員であることを突き止め、ピーコック兄弟が赤ん坊の母親を人質としているに違いないと考える。2人は保安官助手のバーレイ・パスター（セバスチャン・スペンス）とともにピーコック家に向かうが、住居の正面玄関に仕掛けられたブービートラップによってパスターが死ぬ。モルダーとスカリーは三兄弟の飼っている豚を逃がして彼らを外におびき出した隙に家の中に侵入する。寝室のベッドの下からは、交通事故で死亡したとみられていた三兄弟の母親が四肢を切断された状態で見つかり、何年もの間彼らと交配してきたことが明らかになる。三兄弟はモルダーたちに気づいて襲いかかるが、次男と三男は別々の方法で死亡する。モルダーたちから逃れた長男と母親は他の土地で新しい家族を作ることを計画する。